# Prästgrunden
Prästgrunden är en ö i Finland. Den ligger i sjön Larsmosjön och i kommunerna Larsmo och Pedersöre och landskapet Österbotten, i den centrala delen av landet, 400 km norr om huvudstaden Helsingfors. Öns area är 6,2 hektar och dess största längd är 0,6 kilometer i nord-sydlig riktning. I omgivningarna runt Prästgrunden växer i huvudsak blandskog.